# Dones de Ryzan
Dones de Riazan o Les dones camperoles de Riazan és una pel·lícula de drama mut soviètic de 1927 dirigida per Olga Preobrazhenskaya i codirigida per Ivan Pravov, protagonitzada per Kuzma Yastrebitsky, Olga Narbekova i Yelena Maksimova.  Aquest és el quart llargmetratge que dirigeix Preobrazhenskaya. En aquesta pel·lícula, "revela la seva creença en la força d'una trama senzilla, i la seva inclinació per retratar les tradicions populars i per transmetre una sensació de la bellesa i la frescor del seu camp natal".
La imatge compara el destí de dues heroïnes Anna, que al final se suïcida, i la seva viva i enèrgica cunyada Vasilisa, que desafia obertament l'antic estil de vida.

## Trama
La pel·lícula està ambientada en un poble en algun lloc de la governació de Riazan a Rússia. S'inaugura a la primavera de 1914, just abans de l'esclat de la Primera Guerra Mundial. El granger acomodat Vasilii Shironin té una filla, Vasilisa, i un fill, Ivan. Mentre que l'amor d'Ivan cap a Anna va ser per sort també l'elecció de Vasilii per a la seva núvia, l'amor de Vasilisa cap a Nicolai va ser fortament oposat per Vasilii. Abans de la mobilització general a Rússia, l'Ivan està casat amb l'Anna mentre la Vasilisa marxa de casa per formar la seva família amb Nicolai sense el matrimoni formal. Vasilisa i Nicolai desafien obertament les xafarderies dels vilatans conservadors. Quan esclata la guerra a l'estiu, tant Ivan com Nicolai van ser convocats.
Mentrestant, Vasilii viola l'Anna després d'emborratxar-se, i neix un nen durant l'absència de l'Ivan. Després de la guerra, Nicolai torna al poble mentre Ivan continua desaparegut. Ara estem en l'era postrevolucionària, quan la posició de Vasilisa millora dràsticament. El seu pla per a un orfenat és aprovat per l'alcalde i se li assigna una mansió abandonada amb aquest propòsit. Quan per fi arriba la carta de l'Ivan, ens assabentem que ha estat presoner de guerra i aviat tornarà a casa. En veure l'Anna amb un nen, ell queda devastat i no fa res per calmar-la, que desesperada salta al riu i es mata. Quan el seu cos és portat a la granja, la Visilisa li diu a l'Ivan que li pregunti al seu pare sobre la causa real d'aquest incident. Aleshores es porta el nen al seu orfenat.

## Repartiment
- Kuzma Yastrebitsky com a Vasilii Schironin
- Emma Tssarskaya com a Vasilisa, la seva filla
- Georgi Bobynin com a Ivan, el seu fill
- Olga Narbekova com a Matveena
- Raisa Puzhnaya com a Anna
- E. Safonova com la tia d'Anna Alyona
- Yelena Maksimova com a Lukerya, una vídua
- M. Sabelyev com a Nicolai, un ferrer
- Gulia Koroliova
- Inna Fiodorova

## Recepció
" Les dones de Riazan van tenir un èxit considerable tant a la Unió Soviètica com a l'estranger", segons Dictionary of Films.
Bryher va elogiar Women of Ryazan com la pel·lícula més moral que ha vist mai.